# Cascade du Pain de sucre de Surjoux
Pour les articles homonymes, voir Pain de sucre.
La cascade du Pain de sucre est une cascade située sur le territoire de Surjoux-Lhopital dans le département de l'Ain.
Alimentée par la Vézeronce, la cascade est principalement connue pour sa stalagmite d'une vingtaine de mètres de haut, créée lentement depuis des milliers d'années.
Au vu de sa fragilité et de sa préservation, le site est protégé.

## Description

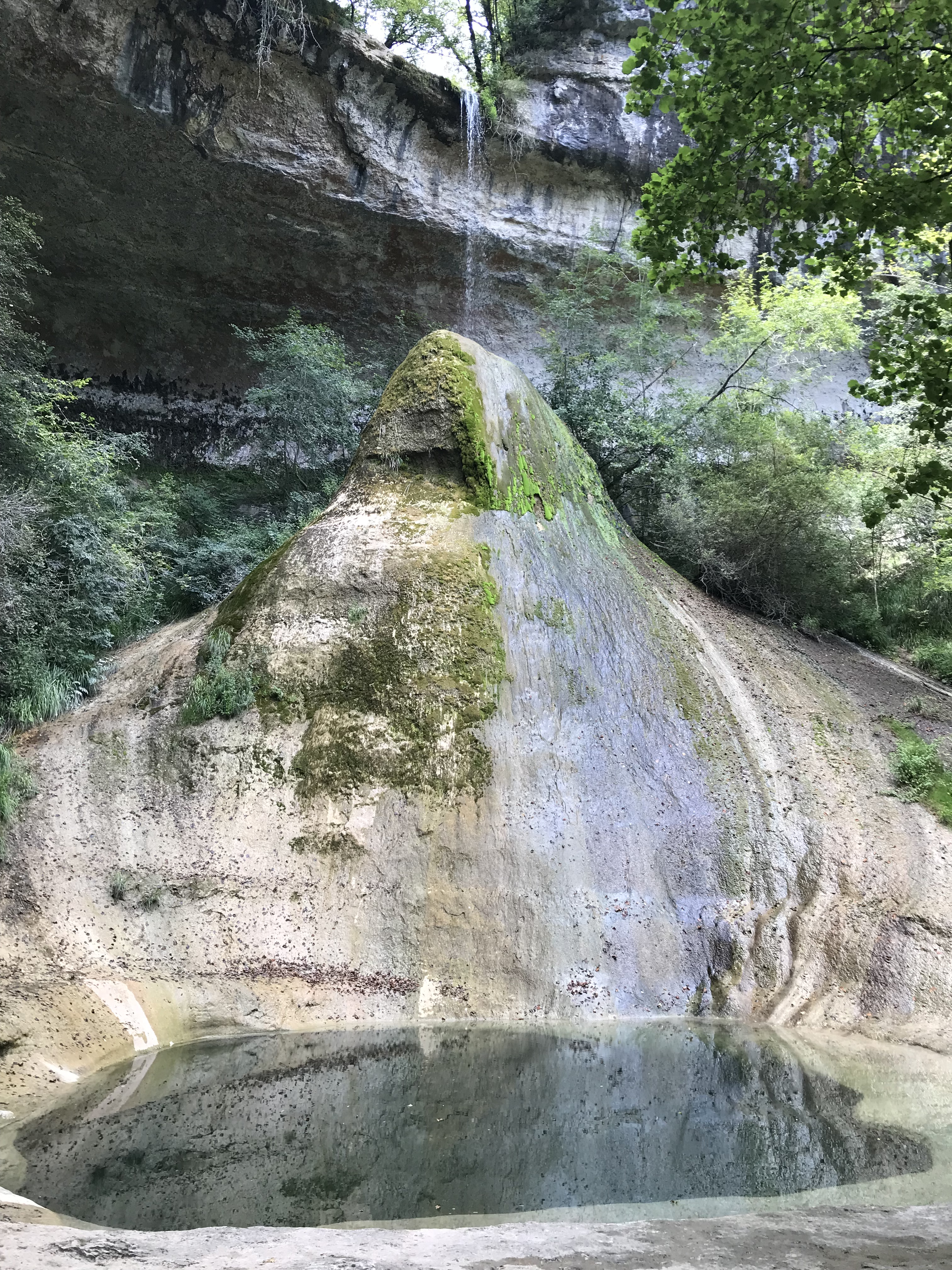
La cascade du Pain de sucre avec sa stalagmite et son bassin d'eau en 2024.

La cascade du Pain de sucre est située sur la commune de Surjoux-Lhopital dans le département de l'Ain, en contrebas du viaduc SNCF de Surjoux-Lhopital. Elle est alimentée par la Vézeronce, un affluent de la rive droite du Rhône,.
La cascade est principalement connue pour son imposante stalagmite conique de tuf de 20 mètres de haut, posée dans un bassin d'eau claire d'environ 6 mètres de profondeur. Cette stalagmite, nommée « Pain de sucre », se construit depuis des millénaires, (voire millions d'années,) en raison du milieu karstique traversé par la rivière et de la quasi-saturation de son eau en calcaire,.
Le site accueille environ 15 000 visiteurs chaque année.

## Toponymie
La cascade tire son nom de la concrétion calcaire de forme conique sur laquelle tombe l'eau de la cascade : le « Pain de sucre ». Cette stalagmite rappelle la forme d'un pain de sucre, à l'époque vendu sous une forme similaire à celle d'un obus.

## Protection
La Vézeronce fait l'objet d'une protection forte via un arrêté de protection de biotope en date du 14 septembre 1999. Celui-ci restreint les activités (agricoles, pastorales, forestières, sportives, pompage, extraction, etc.) afin de protéger l'écrevisse à pattes blanches, le sonneur à ventre jaune et la truite fario. Ces restrictions s'appliquent également à la cascade du Pain de sucre.
Depuis 2016, la Vézeronce est un espace naturel sensible du département de l'Ain et est labellisée « rivière sauvage », démontrant sa préservation des activités humaines. À ce titre, elle fait l'objet d'un programme d'actions visant à pérenniser et améliorer cette préservation.
La baignade dans le bassin et dans la rivière ainsi que le pique-nique sur le site sont interdits.